# 沈觐鼎
沈觐鼎（Yorkson C. T. Shen，1894年10月25日—2000年6月），字瀹新，福建福州人，中华民国外交官。

## 生平
沈觐鼎早年先后毕业于日本东京帝国大学、美国乔治亚大学。其后，曾任北洋政府外交部办事员、秘书，外交部情报局副局长，外交部条约委员会委员，考试院秘书、参事，外交部亚洲司司长等职。1934年，出任中华民国驻巴拿马公使，后又兼驻哥斯达黎加公使、驻洪都拉斯公使、驻萨尔瓦多公使。1942年起曾在美国任教。
1946年，又出任中华民国驻日本代表团首席顾问、副团长。
1950年起，历任中华民国驻古巴公使、驻巴西大使、驻日本大使。1959年返台后，任外交部顾问、政治大学外交研究所所长。1960年再次出使，历任中华民国驻薩伊大使、驻伊朗大使。1967年再次出任外交部顾问。
翌年任外交部研究设计委员会主委，并在中国文化学院任教。2000年6月在夏威夷逝世，享壽106歲。

## 家庭
沈觐鼎的曾祖父为晚清名臣沈葆桢，父亲为书法家、孙中山大元帅府秘书沈贊清（字演公）。其妻廖承芝则是国民党元老廖仲恺的侄女。